# Likó Marcell
Likó Marcell (Várpalota, 1979. január 6. –) magyar zenész. 2017-ben megnyerte az Artisjus „Az év dalszövegírója” díjat.

## Életpályája
Édesapja magyar, míg édesanyja lengyel származású.
A Faller Jenő Szakközépiskolában tanult ahol az iskolai énekkarban énekelt. Itt alakult meg az első zenekara is, amiben Nirvana feldolgozásokat játszottak. Ebből a zenekarból lépett ki a Vad Fruttik elődjéért.
Élete első felét meghatározta iszákos apja és összetört anyja, sérelmeit dalszövegekben és versekben adta ki. Egyik ihletforrása a Jézus Krisztus Szupersztár c. rockopera volt. 
A Petőfi Rádióban könyvbemutató műsort is vezetett, Veszprémben pedig egy könyvesboltban is dolgozott.
Egyik legjobb barátja a József Attila-díjas író és költő, Géczi János. Az irodalmárral egy egyetemi előadás kapcsán ismerkedett meg: az énekes tőle kért segítséget a dalszövegeihez – majd 2015-ben a boltok polcára került A bunkerrajzoló c. kötet, melyet Marci életéről írtak ketten.

## Vad Fruttik
A Vad Fruttik zenekart 1996-ban alapították Várpalotán. 1999-ben megnyertek egy tehetségkutatót, amivel egy lemezszerződés is járt, ezt a lemezt azonban nem sikerült rögzíteniük, így a banda feloszlott.
2006-ban megint megnyertek egy pályázatot és rögzíthettek három dalt. Ezek közül az egyiket – a Szerelmes dalt – elkezdték játszani a rádiók is. Ősszel a Mama Records gondozásában megjelent az első nagylemezük Rózsikámnak digitálisan címmel. Elkészítették az első klipjüket is a Nekem senkim sincsen dalukhoz. A lemez felkerült több zenei csatorna slágerlistájára is, országos turnéra indultak, felléptek a Szigeten és a VOLT-on is. A VOLT Fesztivál válogatáslemezére felkerült az ikonikus Sárga Zsiguli is.
2008 novemberében adták ki második nagylemezüket, az Egy éjszaka Bohémiában c. korongot, amelynek legjobb helyezése a MAHASZ-listán az ötödik hely volt. A Vad Fruttik ekkor már játszott teltház előtt a Zöld Pardonban és az A38 hajón is. A 2009-es Fonogram díjátadón már jelöltként léphettek fel.
2010 októberében folytatódott a sikertörténet, kiadták a Fénystopposokat (legjobb MAHASZ-helyezés: nyolcadik hely), ami óriási népszerűségnek örvendett és örvend a mai napig. 2011-ben jelölték a lemezt Fonogram-díjra.
2013-ban kiadták a Pipacs EP-t, mely a 2014-es Darabok c. lemez előfutára volt. Ezzel a koronggal vezették a MAHASZ Top 40-es albumlistáját 2014 januárjában. Jelenleg is ezzel a lemezzel turnéznak országszerte.
2015 nyarának végén megjelentették a Mi lenne jó c. EP-jüket, majd ugyanez év decemberében kiadták a Tudom milyen c. ötödik albumukat.